# Pugile (singolo)
Pugile è il singolo di debutto del rapper italiano Tedua, pubblicato il 16 dicembre 2016 come unico estratto dal primo album in studio Orange County California.
La produzione del singolo è a cura di Chris Nolan e Charlie Charles.

## Tracce
1. Pugile – 3:18